# Calliergon pseudo-arcticum
Calliergon pseudo-arcticum là một loài rêu trong họ Amblystegiaceae. Loài này được Kindb. Kindb. mô tả khoa học đầu tiên năm 1897.